# 南出羽駅
南出羽駅（みなみでわえき）は、山形県山形市大字北浦にある、東日本旅客鉄道（JR東日本）奥羽本線の駅である。「山形線」の愛称区間に含まれている。

## 歴史
- 1952年（昭和27年）3月5日：日本国有鉄道奥羽本線羽前千歳駅 - 漆山駅間に開業（旅客駅）[2]。開業当初は下記の停車場と相互間の旅客のみ取り扱った[2]。
  - 奥羽本線米沢駅 - 新庄駅間各駅
  - 仙山線楯山駅 - 山寺駅間各駅
  - 左沢線各駅
  - 仙台駅
- 1987年（昭和62年）4月1日：国鉄分割民営化により、東日本旅客鉄道（JR東日本）の駅となる。
- 2000年（平成12年）：現在の駅舎が完成。ホームを西側から東側に移転。
- 2024年（令和6年）
  - 3月16日：ICカード「Suica」の利用が可能となる[3][4]。
  - 10月1日：えきねっとQチケのサービスを開始[1][5]。

### 駅名の由来
当時の所在自治体名（出羽村）に「南」を冠した。

## 駅構造
単式ホーム1面1線を有する地上駅である。1993年（平成5年）時点では、線路の青森方に向かって左手（西側）に待合室付きの50メートルほどのホームがあるのみであった。このため、客車列車はすべて通過し、一部時間帯に気動車列車が停車するのみであった。
しかし、山形新幹線の新庄延伸に伴い、6両電車が停車可能なホームと待合所が線路東側に新設された。この待合所は駅周辺に広がる公園の利用者が寄付したもので、開放的かつ清潔である。ホームと駅舎は同じ高さにあるが、両者は橋で結ばれており、その下には別の道が通っている。
山形駅管理の無人駅である。ホーム上に乗車駅証明書発行機と簡易Suica改札機が設置されている。また、数台分の駐車場と、屋根付きの駐輪場を備えている。

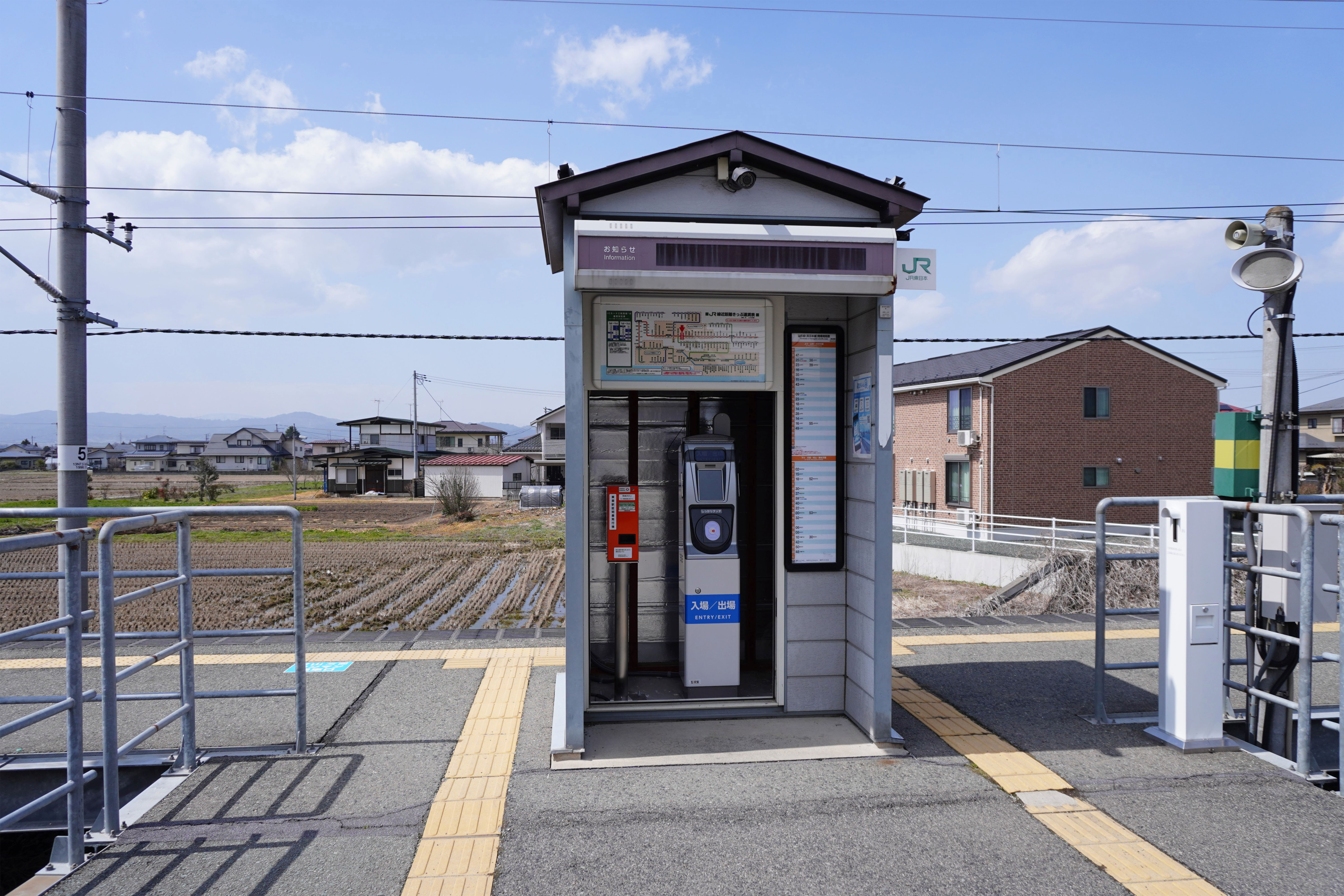
改札口（2024年3月）
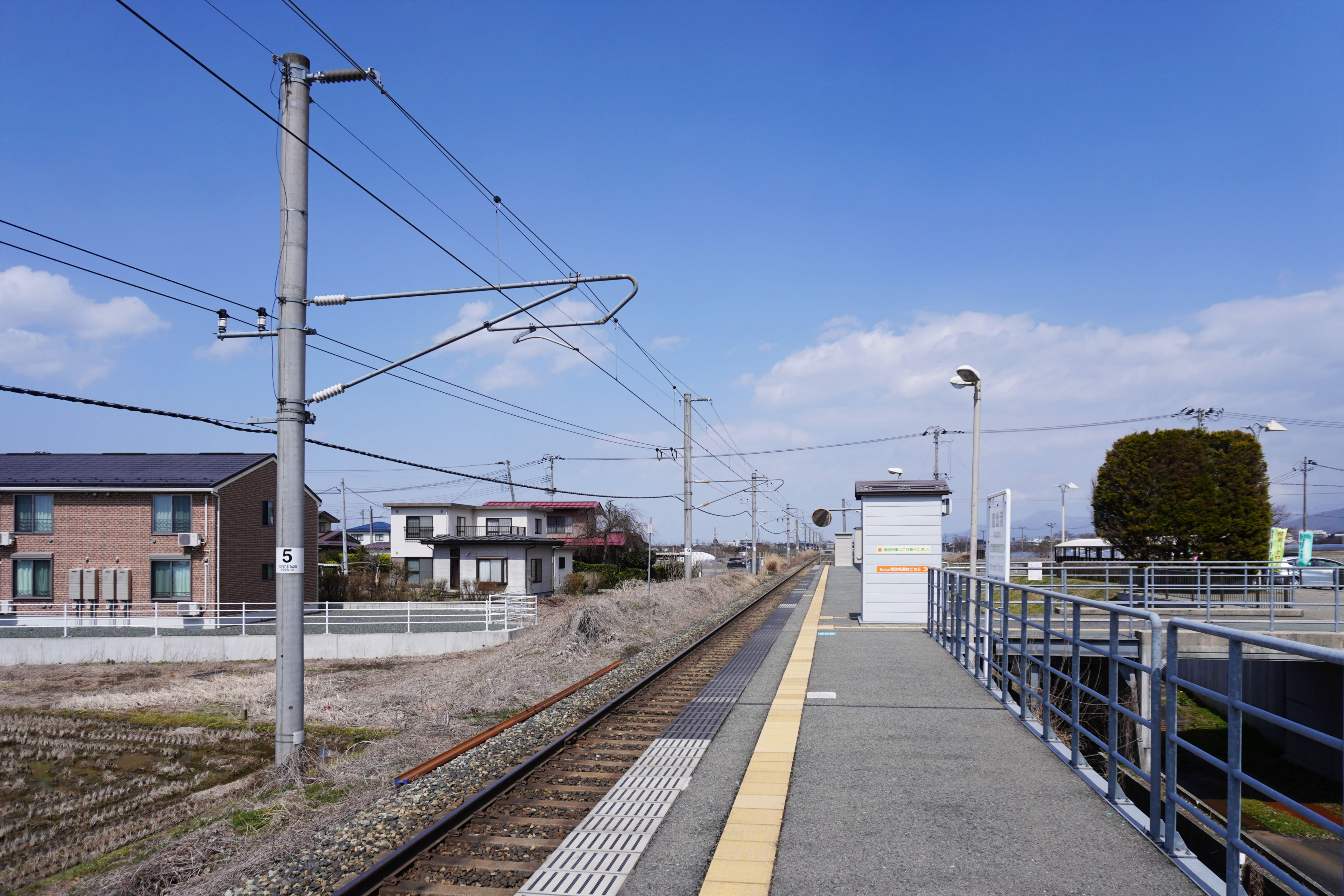
ホーム（2024年3月）

## 利用状況
「山形県の鉄道輸送」によると、2000年度（平成12年度）- 2004年度（平成16年度）の1日平均乗車人員の推移は以下のとおりであった。山形県立中央病院が南出羽駅前に移転したことにより、乗降客数が飛躍的に増加した。
| 乗車人員推移       | 乗車人員推移     | 乗車人員推移 |
| 年度               | 1日平均 乗車人員 | 出典         |
| ------------------ | ---------------- | ------------ |
| 2000年（平成12年） | 23               | [ 7 ]        |
| 2001年（平成13年） | 81               | [ 7 ]        |
| 2002年（平成14年） | 116              | [ 7 ]        |
| 2003年（平成15年） | 167              | [ 7 ]        |
| 2004年（平成16年） | 161              | [ 7 ]        |

## 駅周辺

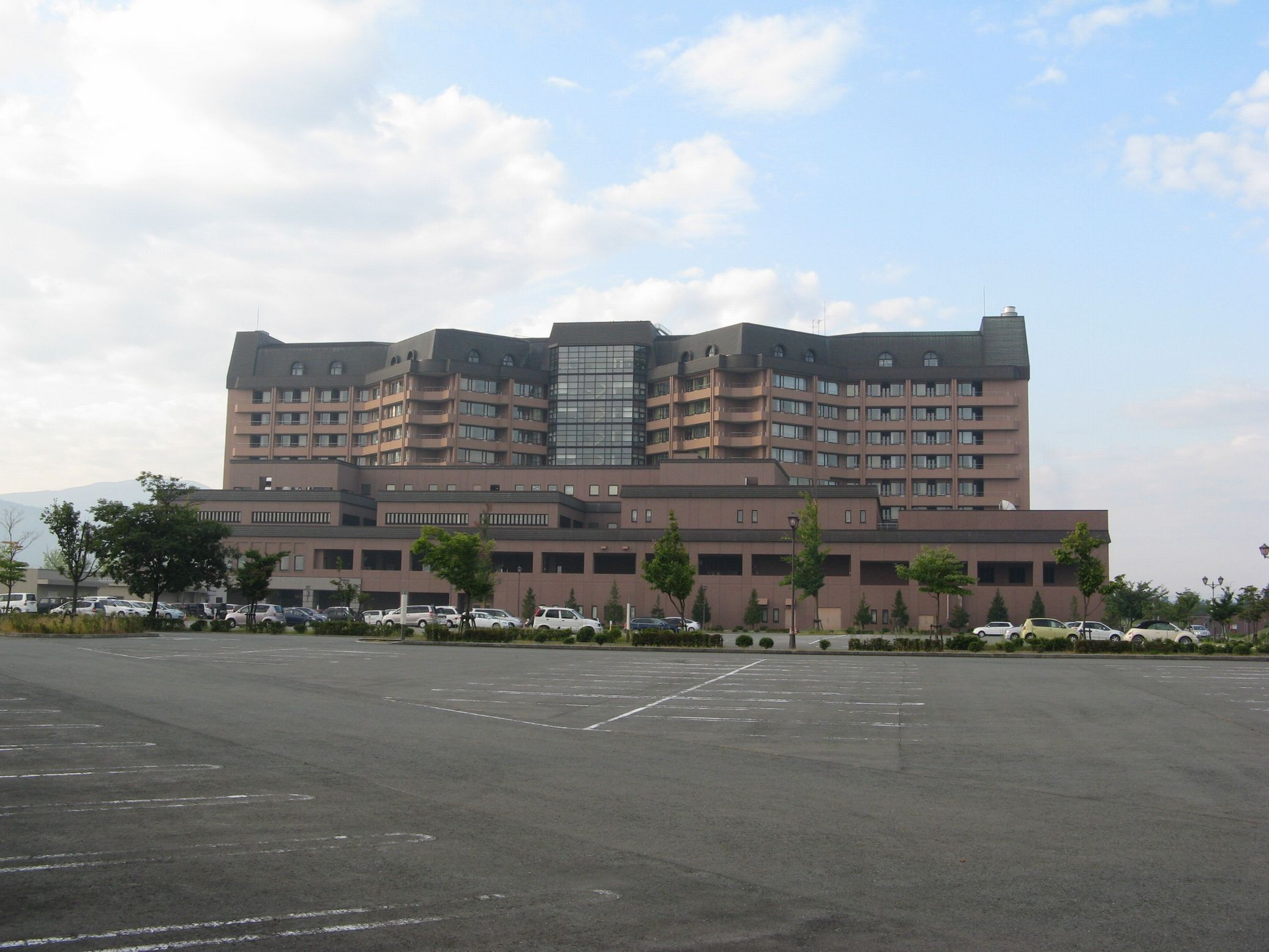
山形県立中央病院（駅舎側から）

駅周辺には公園が広がっている。
- 山形県立中央病院
- 山形県立保健医療大学
- 健康の森公園

## 隣の駅
東日本旅客鉄道（JR東日本）
■山形線（奥羽本線）
羽前千歳駅 - 南出羽駅 - 漆山駅